# Liste der Monuments historiques in Allas-Champagne
Die Liste der Monuments historiques in Allas-Champagne führt die Monuments historiques in der französischen Gemeinde Allas-Champagne auf.

## Liste der Objekte
| Bezeichnung | Beschreibung           | Standort                                        | Kennzeichnung | Schutzstatus | Datum | Bild           |
| ----------- | ---------------------- | ----------------------------------------------- | ------------- | ------------ | ----- | -------------- |
| Taufbecken  | Stein, 19. Jahrhundert | in der Kirche Notre-Dame-de-l'Assomption (Lage) | PM17000915    | Inscrit      | 1976  | weitere Bilder |